# Urgentissimo
Urgentissimo è il nono album in studio del gruppo musicale italiano Banco del Mutuo Soccorso, pubblicato nel 1980 dalla CBS.

## Tracce
Testi di Francesco Di Giacomo e Vittorio Nocenzi (eccetto dove indicato), musiche di Vittorio Nocenzi e Gianni Nocenzi (eccetto dove indicato)
Lato A
1. Senza riguardo – 5:10
2. Dove sarà – 5:15
3. C'è qualcosa – 5:35
4. Luna piena – 2:40 (testo: Francesco Di Giacomo)

Lato B
1. Paolo Pà – 4:50
2. Felice – 5:40 (musica: Vittorio Nocenzi, Rodolfo Maltese)
3. Ma che idea – 5:30 (musica: Vittorio Nocenzi, Rodolfo Maltese)
4. Il cielo sta in alto – 2:10

## Formazione
Gruppo
- Francesco Di Giacomo – voce
- Vittorio Nocenzi – sintetizzatore, organo Hammond, voce
- Gianni Nocenzi – pianoforte, sintetizzatore
- Rodolfo Maltese – chitarre, tromba in Sib, voce
- Gianni Colajacomo – basso Fender
- Pierluigi Calderoni – batteria, percussioni

Altri musicisti
- Karl Potter – percussioni